# 邪道
《邪道》是日本小說家川原翼的系列作品，由沖麻實也擔任小說的插畫與漫畫版的作畫者。

## 小說
- 日本由講談社文庫White Heart出版，台灣由尖端出版社代理發行。

1. 蒼弓王國 上(在日本ビブロス出版社以藤村 紫之名發行)
2. 蒼弓王國 中(在日本ビブロス出版社以藤村 紫之名發行)
3. 無限擁抱 上
4. 無限擁抱 下
5. 天荒回廊
6. 苦海芳魂
7. 濮上之音
8. 戀愛開花
9. 比翼連理 上
10. 比翼連理 中
11. 比翼連理 下
12. 遠雷序章

其中尖端出版社目前出版無限擁抱上下，天荒回廊及苦海芳魂。

## 漫畫
- 日本由角川書店出版，台灣由東立出版社代理發行。

## 外部連結
- 川原つばさ官方網站  （页面存档备份，存于）
- 邪道官方網站 （页面存档备份，存于）